# Ephemerythus pictus
Ephemerythus pictus is een haft uit de familie Ephemerythidae. De wetenschappelijke naam van de soort is voor het eerst geldig gepubliceerd in 1960 door Gillies.
De soort komt voor in het Afrotropisch gebied.